# Communauté de communes des Courbes de l'Orne
La communauté de communes des Courbes de l'Orne est une ancienne communauté de communes française, située dans le département de l'Orne et la région Normandie.

## Historique
La communauté de communes des Courbes de l'Orne est créée le 1er janvier 2013 par fusion des communautés de communes d'Écouché et de la Région de Rânes. Le 1er janvier 2017, elle fusionne avec la communauté de communes Argentan Intercom et la communauté de communes du Pays du Haras du Pin. La nouvelle intercommunalité conserve le nom d'Argentan Intercom.

## Composition
L'intercommunalité fédérait seize communes du canton de Magny-le-Désert. Avant la création de la commune nouvelle d'Écouché-les-Vallées le 1er janvier 2016, elle en comprenait vingt-et-une (les dix-huit de l'ancien canton d'Écouché et trois de celui de Briouze) :
| Nom                         | Code Insee | Gentilé        | Superficie (km2) | Population (dernière pop. légale) | Densité (hab./km2) |
| --------------------------- | ---------- | -------------- | ---------------- | --------------------------------- | ------------------ |
| Écouché-les-Vallées (siège) | 61153      |                | 41,23            | 1 960 (2014)                      | 48                 |
| Avoine                      | 61020      | Avoinais       | 9,43             | 235 (2014)                        | 25                 |
| Boucé                       | 61055      | Boucéens       | 20,39            | 620 (2014)                        | 30                 |
| Fleuré                      | 61170      | Fleuréens      | 11,80            | 230 (2014)                        | 19                 |
| Goulet                      | 61194      | Gouletais      | 9,30             | 386 (2021)                        | 42                 |
| Joué-du-Plain               | 61210      | Juvéplaniens   | 14,56            | 253 (2014)                        | 17                 |
| La Lande-de-Lougé           | 61217      | Landais        | 4,95             | 48 (2014)                         | 9,7                |
| Lougé-sur-Maire             | 61237      | Lougéens       | 13,58            | 336 (2014)                        | 25                 |
| Montgaroult                 | 61285      | Montgaroufiens | 13,87            | 373 (2021)                        | 27                 |
| Rânes                       | 61344      | Ranais         | 34,18            | 1 061 (2014)                      | 31                 |
| Saint-Brice-sous-Rânes      | 61371      |                | 9,45             | 138 (2014)                        | 15                 |
| Saint-Georges-d'Annebecq    | 61390      | Georgiens      | 9,35             | 144 (2014)                        | 15                 |
| Sentilly                    | 61468      | Sentillais     | 7,73             | 114 (2021)                        | 15                 |
| Sevrai                      | 61473      | Sevrayens      | 8,11             | 249 (2014)                        | 31                 |
| Tanques                     | 61479      | Tanquais       | 6,22             | 158 (2014)                        | 25                 |
| Vieux-Pont                  | 61503      | Vipontois      | 9,67             | 202 (2014)                        | 21                 |

## Administration
Le maire d'Écouché, Jean-Pierre Latron, est élu président de la communauté de communes le 9 janvier 2013. Il est réélu à la suite des élections municipales et communautaires le 1er mai 2014.